# De Kerels

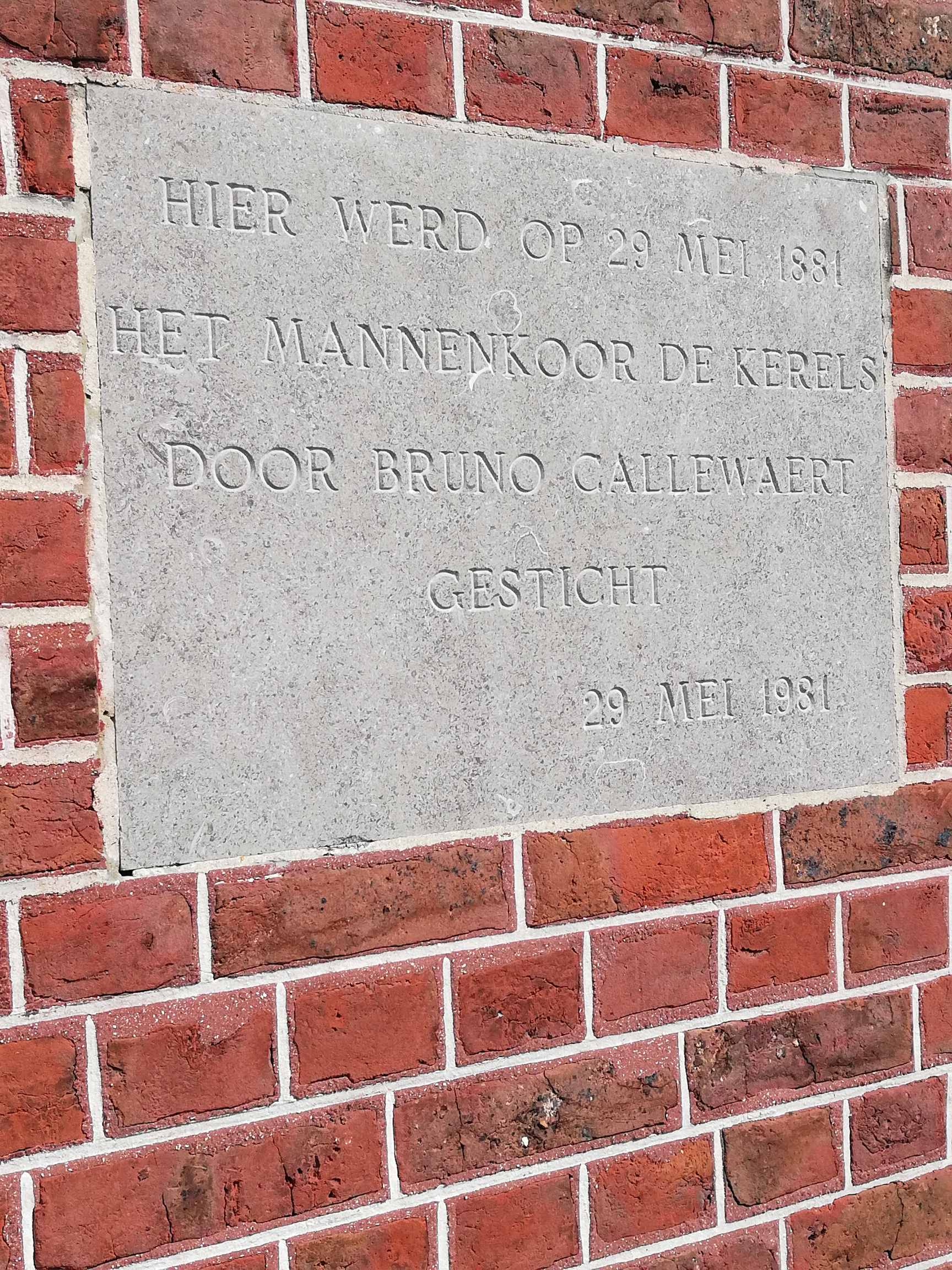
Deze gedenkplaat is te vinden in de Kerelsstraat te Emelgem.

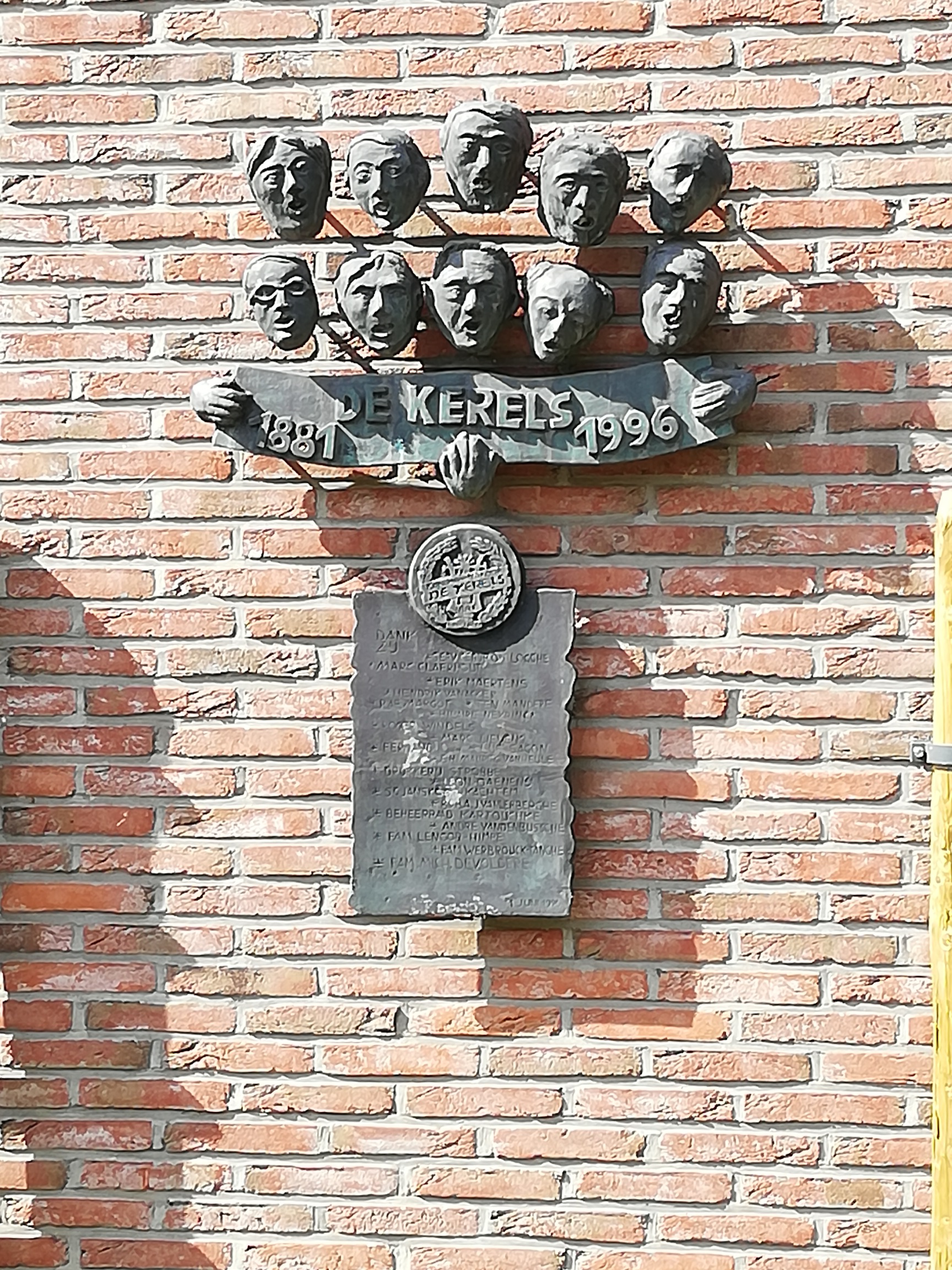
Dit kunstwerk van De Kerels is te vinden aan het Dorpshuis van Emelgem. Het werd ingehuldigd op 1 juni 1996 ter gelegenheid van het 115-jarig bestaan van De Kerels. Het is ontworpen door Raf Werbrouck en gemaakt door Hendrik Vanhaverbeke.

Het Koninklijk mannenkoor De Kerels uit Emelgem (Izegem) is een Belgisch koor dat bestaat sinds 1881. Hiermee zijn ze het oudste mannenkoor uit Vlaanderen.

## Geschiedenis

### Ontstaan
Bruno Callewaert, onderwijzer in de lagere school van Emelgem, richtte in 1881 het koor op als kerkkoor. Hij bracht negen jongens samen, waarvan er vier notenschrift kenden. Een jaar later telde het koor twintig leden. De aanleiding voor de oprichting van het koor was de ontevredenheid over de kwaliteit van de gezangen bij de kerkdiensten. Deze jongeren onder leiding van Bruno Callewaert konden Latijnse gezangen brengen in de zondagsmissen van de Emelgemse Sint-Pieterskerk.
De aanduiding De Kerels verwijst naar de eerste vrije bewoners van Vlaanderen die gevestigd waren in het westen van het huidige West-Vlaanderen. Eind 19e eeuw was ook de tijd van de Blauwvoeterij waarvan de aanhang in het katholieke Vlaanderen groeide. De katholieke gemeenschap richtte in heel het land vrije scholen op. Bij de naamkeuze hebben de stichters van het koor de leuze van Vlaamse, strijdende zangers in de verf willen zetten.

### Interbellum
Het Interbellum was een nieuwe periode voor het koorleven, dit lag volledig stil tijdens de Eerste Wereldoorlog. Ze waren niet langer enkel een kerkkoor, want ze namen deel aan diverse festivals in de provincie West-Vlaanderen. De Kerels wonnen meerdere medailles. Het koor bestond net na de oorlog uit 44 zangers, maar maakte rond 1930 door onderlinge twisten en politieke meningsverschillen een crisis door. Het aantal koorleden verminderde, en dat leidde ertoe dat in 1931 werd gekozen voor een gemengd koor waarbij een twintigtal dames het koor vervoegden. Na vier jaar was dit gemengd avontuur echter weer voorbij en sindsdien bestaat het koor terug enkel uit mannen.

### Naoorlogse periode
In de jaren vijftig werd er toneel en cabaret gespeeld, meestal korte sketches die toegevoegd werden aan het jaarlijks concert van De Kerels. Op die manier bepaalden ze heel sterk het sociaal-culturele leven in Emelgem. Tien jaar later legden ze de focus terug volledig op het zingen, mede door de oprichting van andere toneelverenigingen.
Na 1960 kwam er meer aandacht voor muzikale kunstzin en verfijning. Het repertoire verschoof in de richting van de polyfonie, meerstemmige volksliederen en hedendaagse composities. Hiermee kregen ze op provinciale koorwedstrijden de klassering Uitmuntendheid.
De Kerels behoren na meer dan 135 jaar bij de 12 geklasseerde koren uit de koorwedstrijd van de provincie West-Vlaanderen.

## Dirigenten
| Van  | Tot   | Dirigent           |
| ---- | ----- | ------------------ |
| 1881 | 1885  | Bruno Callewaert   |
| 1885 | 1887  | Leopold Hindryckx  |
| 1887 | 1889  | Albriek Scheldeman |
| 1889 | 1912  | Jan Desmarets      |
| 1912 | 1921  | Karel Hoet         |
| 1921 | 1938  | Gerard De Caigny   |
| 1938 | 1957  | Jozef Vieren       |
| 1957 | 1958  | Robert Depicker    |
| 1958 | 1971  | André Provoost     |
| 1971 | 1982  | Herman Debacker    |
| 1982 | 1991  | Luc Vandenabeele   |
| 1991 | heden | Wim Berteloot      |

## Repetities en concerten
Anno 2020 repeteren De Kerels eenmaal per week een kleine twee uur in lokaal ’t Kartouchke in Emelgem. Jaarlijks houden ze twee thema-concerten en luisteren ze evenementen op zoals huwelijken, begrafenissen en kerkelijke vieringen. Ze nemen ook deel aan grotere cultuurproducties, voorbeelden hiervan zijn de Erfgoeddag en de Izegemse cultuurwandeling.
Het repertoire is divers en bestaat onder andere uit Gregoriaans, romantiek, hedendaagse koormuziek en popmuziek.

## Cd
In 2006 werd in samenwerking met het Rodenbach Comité uit Roeselare een dubbel-cd opgenomen. De eerste cd bevat twaalf liederen op tekst van Albrecht Rodenbach, gezongen door De Kerels samen met gastzanger Koen Crucke. Op de tweede cd vind je Vlaamse volksliederen waar gast François Glorieux enkele piano-improvisaties speelt.

## Maatschappelijke opdracht
In de eerste plaats is de missie van De Kerels het brengen van kwalitatieve vocale muziek. Om daarin te slagen is er meer nodig dan louter zingen. Activiteiten zoals Nieuwjaarsreceptie, Ceciliafeest, uitstappen, concertreizen, enz. zijn initiatieven waar ze ook de gezinnen van de koorleden bij betrekken, zo bevorderen ze de onderlinge kameraadschap en de groepssfeer.
Er is ook een sterke verankering in de plaatselijke gemeenschap, ze nemen deel aan het sociaal-cultureel leven met onder andere benefietconcerten, samenwerkingen met andere verenigingen.

## Tradities en feesten
Elk jaar eren ze Sint Cecilia, de patroonheilige van de muziek. Bij De Kerels vieren ze dit dubbel. Eind november gebeurt dit met de Nachtridders. Deze lokale traditie is ontstaan bij het begin van de 20e eeuw. De koorleden gaan op een vrijdagavond al zingend langs bij de bestuursleden. Begin december volgt dan het eigenlijke Sint Ceciliafeest. Elk jaar kiezen ze een ander thema, georganiseerd door een andere stemgroep van het koor.
Tweejaarlijks ondernemen De Kerels een concertreis naar het buitenland. Ze nodigen hierbij het hele gezin van de koorleden uit. Naast enkele optredens is er ook plaats voor ontspannende activiteiten. De laatste tien jaar gingen De Kerels onder meer naar Wenen, Praag, Amsterdam, Maastricht en Parijs. In de tussenjaren organiseren ze dan een eendaagse verrassingsreis.